# Серый длинноусый усач
Усач серый длинноусый (лат. Acanthocinus aedilis) — жук из подсемейства ламиин (Lamiinae) семейства усачей.

## Описание
Длина тела 12—19 мм (самцы), 16—24 мм (самки). Длина усов самцов в 1,5—2,0 раза (самки) и в 2,5—3,5 раза (самцы) превышает длину их тела. Самцы по размеру меньше самок, но их усы значительно превышают длину усов самок (половой диморфизм).
Окраска серо-коричневая под цвет коры сосен, на которых они встречаются. На пронотуме 4 характерных оранжевых пятна.

## Распространение
Европа, Россия, Кавказ, Казахстан, Китай, Корея, Монголия.

## Экология и местообитания
Развитие длится 1—2 года. Взрослые жуки появляются с марта по сентябрь. Предпочитают сосны (Pinus), редко в других хвойных (Abies, Picea и Larix) и лиственных деревьях (всего 25 видов растений-хозяев).
Самки откладывают 30—50 яиц и размещает их на мёртвых или умирающих деревьях. Личинка вырастает до 35 мм в длину и развивается в коре, под корой или в древесине.

## Значение
Это насекомое не является «вредным», так как оно поражает уже умирающие деревья и валежник. Играет важную экологическую роль, ускоряя превращение древесины в лесной перегной.